# Балтийская ассамблея
Балти́йская ассамбле́я — совещательный орган по сотрудничеству между парламентами Эстонии, Латвии и Литвы, основанный в 1991 году.
В Балтийскую ассамблею входит по 20 депутатов парламентов от каждой страны. Ассамблея координирует действия, консультирует парламенты трёх стран и декларирует согласованные позиции в виде резолюций, решений и рекомендаций.
Состоит из трёх фракций: консерваторов, социал-демократов и либералов.
Каждый год Председательство в Балтийской ассамблее принимает одна из стран Прибалтики.
Высшим органом Балтийской Ассамблеи является Сессия. Сессии бывают регулярными (раз в год) и внеочередными (ст. 5 Устава). Сессия Балтийской Ассамблеи компетентна принимать решения по всем вопросам, касающимся её деятельности. Работой сессии руководит председатель Президиума Балтийской Ассамблеи или один из заместителей председателя.
Исполнительным органом является Президиум Балтийской Ассамблеи. В состав Президиума Балтийской Ассамблеи входят руководитель каждой национальной делегации и его заместитель, назначаемые парламентом соответствующего государства (ст. 8 Устава). Работой Президиума руководит председатель Президиума и два вице-председателя. Вице-председателями Президиума Балтийской Ассамблеи становятся руководители других двух национальных делегаций.
Для подготовки и рассмотрения различных вопросов в Балтийской ассамблее образуются комитеты. Постоянными комитетами являются:
1. Бюджетно-контрольный комитет;
2. Комитет по безопасности и иностранным делам;
3. Комитет по вопросам права;
4. Комитет по экономическим делам, коммуникациям и информатике;
5. Комитет по образованию, науке и культуре;
6. Комитет по охране окружающей среды и энергетике;
7. Комитет по социальным делам.

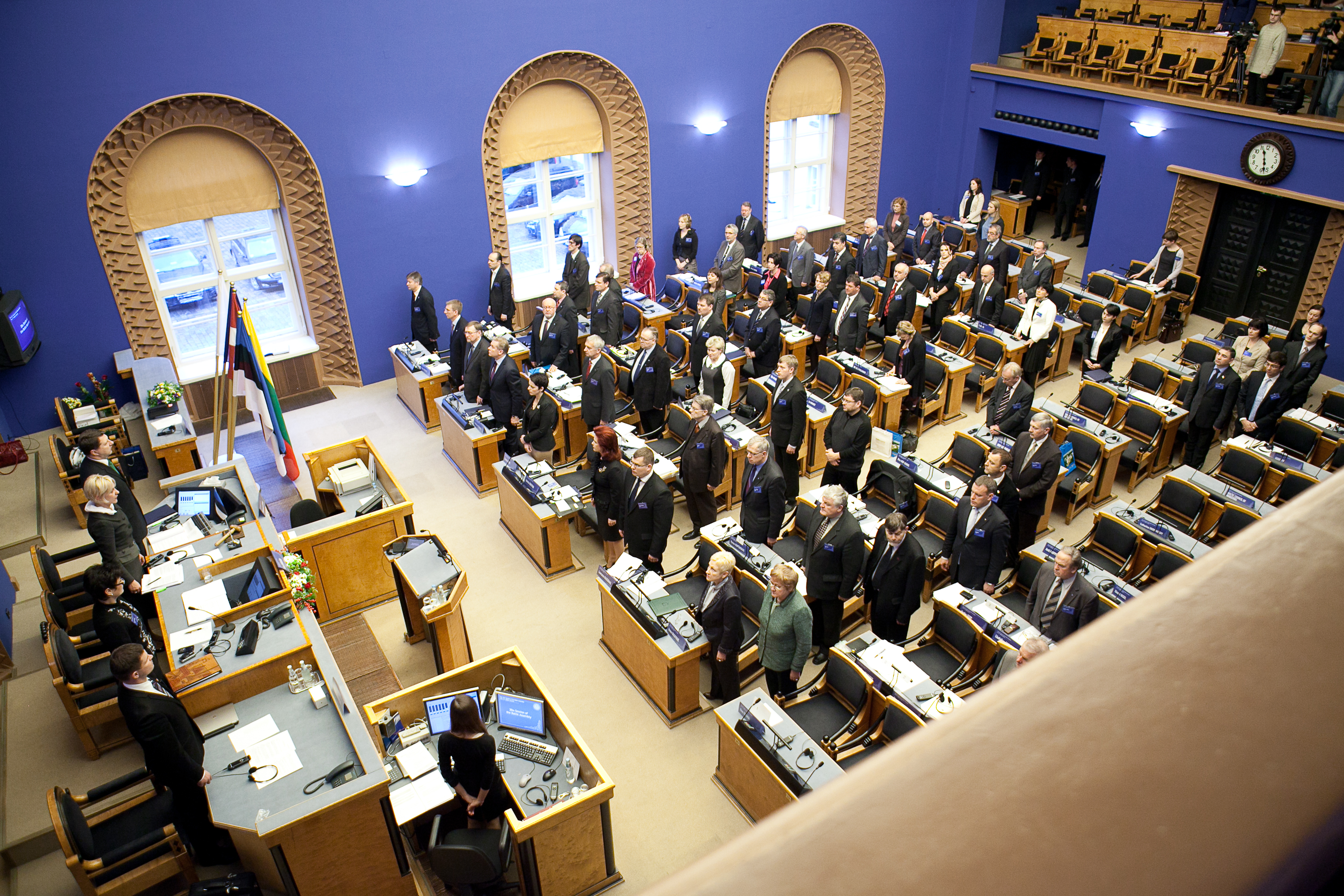
30-я сессия Балтийской ассамблеи в Таллине (2011)
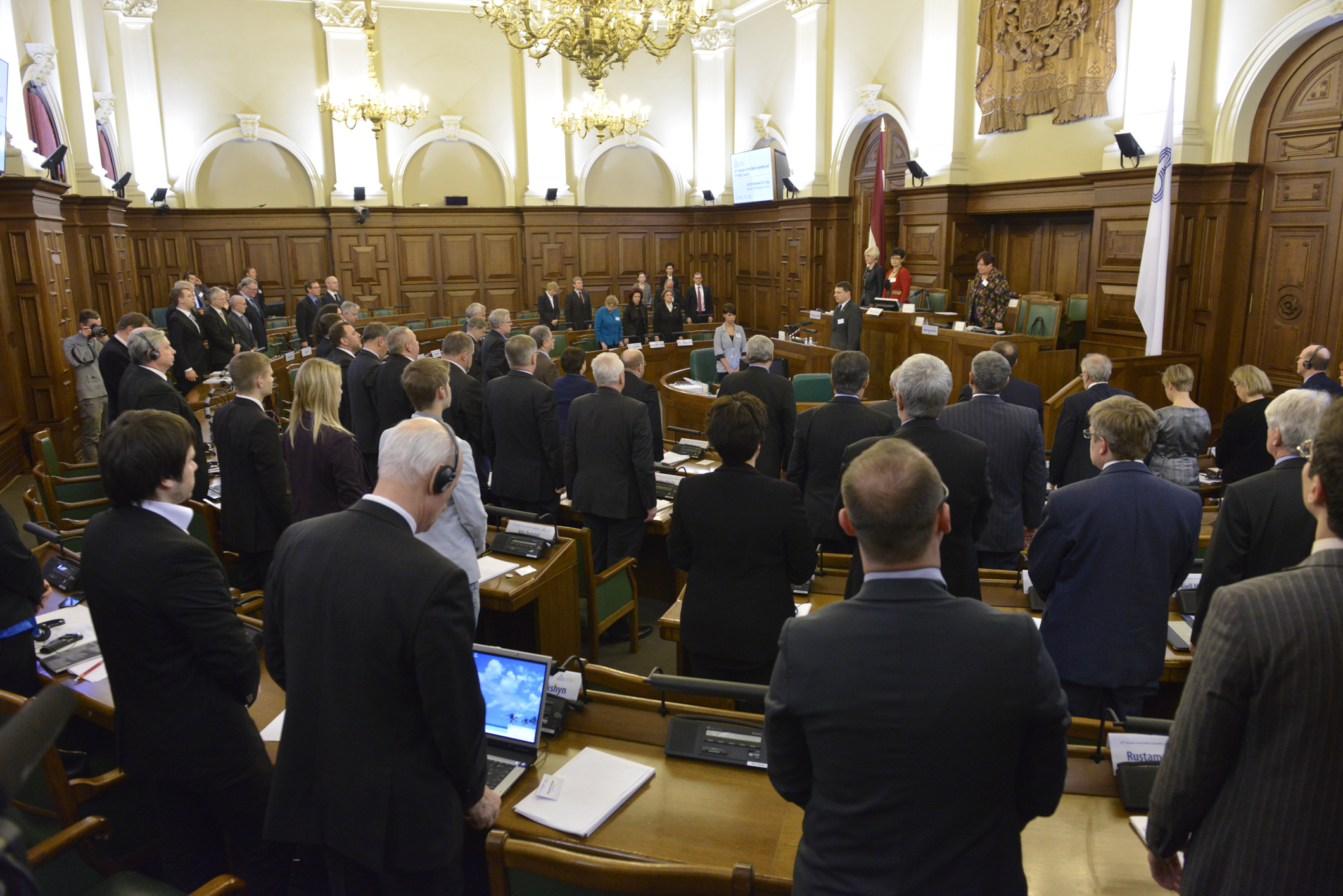
32-я сессия Балтийской ассамблеи в Риге

## См. также

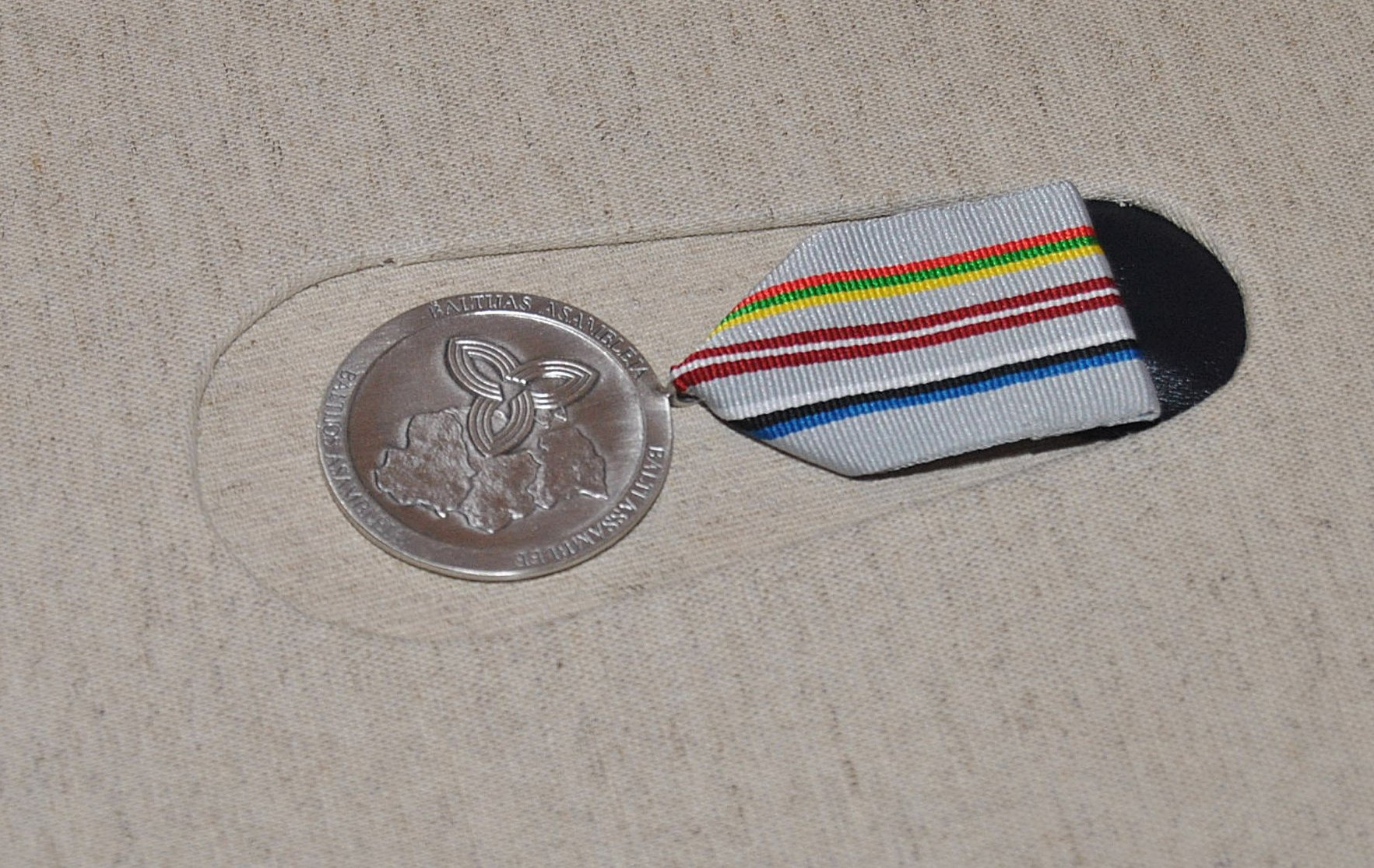
Медаль Балтийской ассамблеи